# Вега (ракета)
Вега (Vettore Europeo di Generazione Avanzata, европска напредна генерација ракетних носача) је једнократни ракетни носач који је развијен у кооперацији између: Аријанаспејса, Европске свемирске агенције, и Италијанске свемирске агенције. Вега је развијена за лансирање сателита у ниску орбиту.